# Herbert Keddi
Herbert Keddi (* 7. Dezember 1937 in Erfurt; † 2000) war ein SED-Funktionär und leitender Mitarbeiter der Deutschen Reichsbahn. 1990 war Keddi Verkehrsminister der DDR. 

## Leben
Keddi erlernte den Beruf eines Eisenbahners und durchlief die Leitungsebenen über Reichsbahnamt und Reichsbahndirektion bis hin zum Ministerium für Verkehrswesen. Zehn Jahre leitete er die Abteilung Parteiorgane in der Politischen Verwaltung der Deutschen Reichsbahn. Er absolvierte ein Ingenieurstudium sowie ein Studium der Gesellschaftswissenschaften mit Abschluss als Diplomgesellschaftswissenschafter.
Von Januar 1986 bis Dezember 1988 war er 1. Sekretär der SED-Kreisleitung „Zentrale Organe des Verkehrswesens“ (Nachfolger von Fritz Bernhardt). Von Dezember 1988 bis Dezember 1989 war er stellvertretender Minister für Verkehrswesen und 1. Stellvertreter des Generaldirektors der Deutschen Reichsbahn, von Dezember 1989 bis Mai 1990 Generaldirektor der Deutschen Reichsbahn sowie von Februar 1990 bis April 1990 Minister für Verkehrswesen in der Regierung Modrow. Ab 1. Juni 1990 war er Geschäftsführer der Projektmanagement-Infrastruktur-Gleis-GmbH Berlin, ab Frühjahr 1993 Geschäftsführer in der Wisser Dienstleistungs-GmbH (einem Gebäudereinigungsunternehmen). Keddi soll auch noch in verschiedenen Baubetrieben tätig gewesen sein.

## Auszeichnungen
- 1987 Vaterländischer Verdienstorden in Bronze[6]